# Allargamento dell'Unione europea

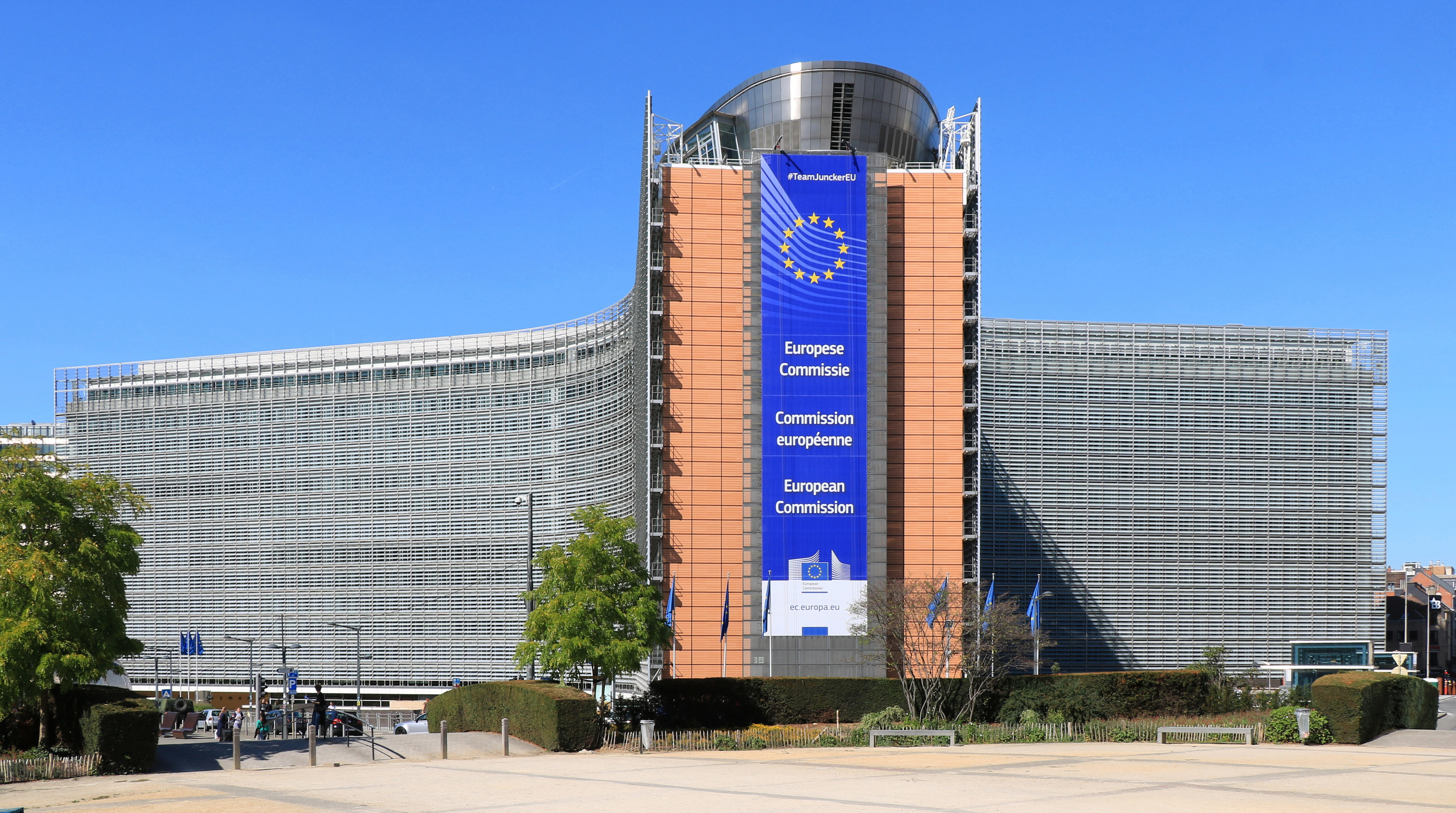
La sede della Commissione europea, che svolge un ruolo centrale nel processo di allargamento

L'allargamento dell'Unione europea è il processo in base al quale nuovi stati chiedono di far parte dell'Unione europea tramite un percorso di adeguamento legislativo concordato, reso possibile grazie all'ampliamento dei contenuti dei trattati costitutivi delle precedenti Comunità europee.
Dai sei stati fondatori delle Comunità europee il numero di stati membri è cresciuto fino ai 27 attuali stati membri e altri stati europei hanno in corso trattative per l'adesione all'Unione.
Secondo le norme attuali, per aderire all'Unione uno stato deve:
- essere uno Stato europeo (articolo 49 Trattato sull'Unione Europea (TUE));[1]
- rispettare i principi di libertà, di democrazia, di rispetto dei diritti dell'uomo e delle libertà fondamentali, nonché dello Stato di diritto (art. 6 TUE);
- rispettare una serie di condizioni economiche e politiche conosciute come criteri di Copenaghen.

Per valutare i progressi raggiunti dai paesi in preparazione dell'adesione all'Unione europea, la Commissione europea ha presentato rapporti regolari al Consiglio europeo. Questi rapporti sono la base attraverso la quale il Consiglio prende la decisione sulla chiusura dei negoziati di adesione.

## Storia dell'allargamento dell'Unione europea
Il territorio dell'Unione europea è cresciuto dopo la riunificazione tedesca del 1990 mentre in precedenza era diminuito (in superficie) con l'indipendenza dell'Algeria (formata da dipartimenti francesi d'oltremare) nel 1962 e con il ritiro della Groenlandia (nazione costitutiva del Reame danese) nel 1985 a seguito di un referendum assai contestato.
Nel 1989 fu creato il programma Phare per supportare finanziariamente i potenziali candidati dell'Europa dell'est e favorire la riforma delle loro economie. Phare divenne poi uno strumento per aiutare i paesi candidati a raggiungere i criteri stabiliti per l'adesione.
I cosiddetti criteri di Copenaghen adottati dal Consiglio di Copenaghen del 1993, stabiliscono che i paesi candidati (oltre a essere uno Stato europeo) devono aver raggiunto:
- istituzioni stabili che garantiscano la democrazia, lo stato di diritto, i diritti umani, e il rispetto delle minoranze;
- l'esistenza di un'economia di mercato funzionante e la capacità di fronteggiare la competizione e le forze del mercato all'interno dell'Unione;
- la capacità di sostenere gli obblighi derivanti dall'adesione, inclusi l'adesione all'unione politica, economica e monetaria.

Nel dicembre 1995, il Consiglio europeo di Madrid riformulò i criteri d'accesso richiedendo che i nuovi membri adattassero la propria struttura amministrativa e giuridica per fare in modo che la legislazione europea possa essere efficacemente adottata dalla legislazione nazionale.
Al fine di facilitare il funzionamento delle istituzioni dell'Unione europea con un numero di stati membri più elevato di quanto inizialmente previsto, il trattato di Nizza (2000) ha apportato alle norme comunitarie i necessari adeguamenti soprattutto in termini di numerosità dei rappresentanti degli stati membri all'interno delle istituzioni, funzionamento interno delle istituzioni stesse e maggioranze qualificate necessarie al raggiungimento delle decisioni nelle materie delegate dagli stati membri all'Unione.
A Nizza ci si preparava allo storico allargamento dell'Unione europea del 2004, il maggior ampliamento di sempre dell'Unione europea. Il percorso che ha portato all’ingresso nell’Unione dei paesi dell’Europa centro-orientale è stato lungo e pieno di difficoltà. Non poche sono state le sue successive problematiche, che sono state anche ricollegate all'approccio interstatale, piuttosto che comunitario, con cui è stato gestito il relativo meccanismo decisionale.
L'entrata in vigore del Trattato di Lisbona da parte di tutti i paesi UE il 1º dicembre 2009, dopo l'ultima firma del Presidente della Repubblica Ceca, ha sbloccato il processo di adesione dei nuovi Stati candidati.

### Cronologia dell'allargamento dell'Unione europea
Qui di seguito una breve cronologia dei paesi che si sono resi protagonisti di tali allargamenti:
- 23 luglio 1952: Comunità europea del carbone e dell'acciaio fondata da Belgio, Francia, Repubblica Federale Tedesca, Italia, Lussemburgo e Paesi Bassi.
- 1º gennaio 1958 Comunità economica europea: Belgio, Francia, Repubblica Federale Tedesca, Italia, Lussemburgo e Paesi Bassi.
- 1º gennaio 1973: con delibera del 24 maggio 1972 il Consiglio delle Comunità europee approva l'adesione di Regno Unito[5][6], Danimarca[7] e Irlanda[8] che firmano il trattato di adesione il 22 gennaio 1972 a Bruxelles.
- 1º gennaio 1981: con delibera del 24 maggio 1979 il Consiglio delle Comunità europee approva l'adesione della Grecia[9] che firma il trattato di adesione il 28 maggio 1979 ad Atene.
- 1º febbraio 1985: si ritira la Groenlandia in seguito all'esito di un referendum.
- 1º gennaio 1986: con delibera del 24 maggio 1985 il Consiglio delle Comunità europee approva l'adesione di Portogallo[10] e Spagna[11] che firmano il trattato di adesione il 12 giugno 1985 rispettivamente a Lisbona e a Madrid.
- 3 ottobre 1990: Riunificazione tedesca; l'annessione della Repubblica Democratica Tedesca nella Germania Ovest federale unificata costituisce un allargamento delle Comunità europee senza che aumenti il numero degli stati membri.
- 1º gennaio 1995: con delibera del 16 maggio 1994 il Consiglio dell'Unione europea approva l'adesione di Austria[12][13], Svezia[14] e Finlandia[15] che firmano il trattato d'adesione il 24 giugno 1994 a Corfù.
- 1º maggio 2004: con delibera del 13 dicembre 2002 il Consiglio dell'Unione europea approva l'adesione di Cipro[16][17], Malta[18][19], Ungheria[20], Polonia[21], Slovacchia[22], Lettonia[23], Estonia[24], Lituania[25], Repubblica Ceca[26] e Slovenia[27] che firmano il trattato d'adesione il 16 aprile 2003 ad Atene.
- 1º gennaio 2007: con delibera del 16 dicembre 2004 il Consiglio dell'Unione europea approva l'adesione di Romania[28][29] e Bulgaria[30][31] che firmano il trattato d'adesione il 25 aprile 2005 a Lussemburgo.
- 1º luglio 2013: con delibera del 1º dicembre 2011 il Parlamento europeo approva l'adesione della Croazia[32][33] che firma il trattato d'adesione il 9 dicembre 2011 a Bruxelles.
- 31 gennaio 2020: il Regno Unito esce dall'Unione europea, a seguito del referendum del 2016 e dell'approvazione dell'accordo di recesso[34].

## Allargamento futuro dell'Unione europea
L'allargamento dell'Unione europea è aperto a ogni paese europeo che sia democratico, che garantisca il libero mercato e che abbia l'intenzione e la capacità di implementare il diritto dell'Unione. L'allargamento passato ha portato il numero di paesi membri da sei fino a un massimo di ventotto dalla fondazione dell'Unione europea (come Comunità europea del carbone e dell'acciaio nel 1952), oggi ridotto a ventisette a seguito dell'uscita del Regno Unito. I criteri di accesso sono inclusi nei Criteri di Copenaghen, del 1993, e nel Trattato di Maastricht (articolo 49). L'"europeità" di un determinato paese è soggetta a valutazione politica dalle istituzioni dell'UE
Al momento ci sono nove paesi ufficialmente candidati all'adesione: Turchia (candidata dal 1999), Macedonia del Nord (candidata dal 2004), Montenegro (candidato dal 2010), Serbia (candidata dal 2012), Albania (candidata dal 2014), Ucraina, Moldavia e Bosnia ed Erzegovina (tutte e tre candidate dal 2022) e Georgia (candidata dal 2023). Il Kosovo, ultimo stato della penisola balcanica occidentale, ha firmato l'accordo di stabilizzazione e associazione necessario prima che possa candidarsi per l'adesione ed è considerato "potenziale candidato".
Durante la campagna elettorale svoltasi per le europee del 2014 Jean-Claude Juncker affermò che il processo di allargamento avrebbe dovuto fermarsi temporaneamente per permettere il consolidamento dei risultati ottenuti dall'Unione europea a 28 e che pertanto sotto la sua Commissione non vi sarebbero stati allargamenti per cinque anni.
Partecipando al programma del Partenariato orientale nell'ambito della politica europea di vicinato, tra il 28 febbraio e il 3 marzo 2022, a seguito della crisi russo-ucraina, Ucraina, Moldavia e Georgia hanno presentato la loro domanda di adesione all'Unione europea. Alle prime due il Consiglio europeo ha ufficialmente concesso lo status di candidato il 23 giugno 2022, mentre la Georgia ha ottenuto la concessione il 15 dicembre 2023.

## Candidati all'adesione

### Candidati ufficiali
Questi i paesi ufficialmente candidati all'ingresso nell'Unione europea:
| Stato                | Domanda di adesione | Status di candidato | Acquis capitoli aperti | Acquis capitoli aperti % | Acquis capitoli chiusi | Acquis capitoli chiusi % | Note                                                                                    |
| -------------------- | ------------------- | ------------------- | ---------------------- | ------------------------ | ---------------------- | ------------------------ | --------------------------------------------------------------------------------------- |
| Turchia              | 14 aprile 1987      | 12 dicembre 1999    | 16/35                  | 45,71%                   | 1/33                   | 3,03%                    | Negoziati di adesione sospesi dal 13 marzo 2019                                         |
| Macedonia del Nord   | 22 marzo 2004       | 12 dicembre 2005    | 0/33                   | 0,00%                    | 0/33                   | 0,00%                    |                                                                                         |
| Montenegro           | 15 dicembre 2008    | 17 dicembre 2010    | 33/33                  | 100%                     | 7/33                   | 21,21%                   |                                                                                         |
| Serbia               | 22 dicembre 2009    | 1º marzo 2012       | 22/34                  | 64,71%                   | 2/34                   | 5,88%                    |                                                                                         |
| Albania              | 22 dicembre 2009    | 27 giugno 2014      | 24/33                  | 72,73%                   | 0/33                   | 0,00%                    |                                                                                         |
| Bosnia ed Erzegovina | 15 febbraio 2016    | 15 dicembre 2022    | 0/33                   | 0,00%                    | 0/33                   | 0,00%                    |                                                                                         |
| Ucraina              | 28 febbraio 2022    | 23 giugno 2022      | 0/33                   | 0,00%                    | 0/33                   | 0,00%                    |                                                                                         |
| Moldavia             | 3 marzo 2022        | 23 giugno 2022      | 24/33                  | 72,73%                   | 0/33                   | 0,00%                    |                                                                                         |
| Georgia              | 3 marzo 2022        | 14 dicembre 2023    | 0/33                   | 0,00%                    | 0/33                   | 0,00%                    | Negoziati di adesione sospesi unilateralmente dal governo georgiano il 28 novembre 2024 |

#### Turchia
Il 14 aprile 1987 il governo turco ha presentato domanda di adesione all'Unione europea.
Il 17 dicembre 2004 il Consiglio europeo ha approvato la proposta presentata il 6 ottobre 2004 dalla Commissione delle Comunità europee, concedendo lo status di candidato all'adesione alla Turchia.
Il 3 ottobre 2005 sono stati avviati i negoziati di adesione.
Il 24 novembre 2016 i membri del Parlamento europeo hanno votato a stragrande maggioranza per sospendere i negoziati con la Turchia in materia di diritti umani e stato di diritto.
Il 20 febbraio 2019 la commissione Affari esteri del Parlamento europeo ha votato una risoluzione che chiede la sospensione dei negoziati di adesione, poi supportata dal voto dell'assemblea plenaria il 13 marzo successivo.

#### Macedonia del Nord
Il 9 aprile 2001 a Lussemburgo è stato firmato l'accordo di stabilizzazione e associazione, in vigore dal 1º aprile 2004.
Il 22 marzo 2004 ha presentato la domanda di adesione all'Unione europea.
Il 12 dicembre 2005 il Consiglio europeo ha concesso alla Macedonia lo status di candidato all'adesione.
Il 14 ottobre 2009 la Commissione europea ha raccomandato al Consiglio europeo di avviare i negoziati di adesione.
Il 17 novembre 2020 la Bulgaria ha posto il veto riguardo l'adesione della Macedonia del Nord, poi rimosso il 24 giugno 2022.
Il 19 luglio 2022 sono stati avviati i negoziati di adesione.

#### Montenegro
Il 3 giugno 2006 il Montenegro ha ottenuto l'indipendenza dalla Serbia.
Il 15 ottobre 2007 a Lussemburgo è stato firmato l'accordo di stabilizzazione e associazione, in vigore dal 1º maggio 2010.
Il 15 dicembre 2008 il governo montenegrino ha presentato la domanda di adesione all'Unione europea.
Il 17 dicembre 2010 il Consiglio europeo ha concesso al Montenegro lo status di candidato all'adesione.
Il 12 ottobre 2011 la Commissione europea ha raccomandato al Consiglio europeo l'avvio dei negoziati di adesione.
Il 29 giugno 2012 sono stati avviati i negoziati di adesione.

#### Serbia
Il 29 aprile 2008 a Lussemburgo è stato firmato l'accordo di stabilizzazione e associazione, in vigore dal 1º settembre 2013.
Il 22 dicembre 2009 il governo serbo ha presentato la domanda di adesione all'Unione europea.
Il 1º marzo 2012 ha acquisito lo status di candidato all'adesione all'Unione europea.
Il 21 gennaio 2014 sono stati avviati i negoziati di adesione.

#### Albania
Il 12 giugno 2006 ha firmato a Lussemburgo accordo di stabilizzazione e associazione in vigore dal 1º aprile 2009.
Il 28 aprile 2009 è stata presentata la domanda di adesione all'Unione europea.
Il 10 ottobre 2012 la Commissione europea ha concesso parere favorevole alla concessione dello status di "candidato ufficiale".
Il 27 giugno 2014 il Consiglio europeo ha approvato la decisione del Consiglio dell'Unione europea del 24 giugno precedente che concede all'Albania lo status di candidato per l'ingresso nell'Unione Europea.
Il 19 luglio 2022 sono stati avviati i negoziati di adesione.

#### Bosnia ed Erzegovina
Questo stato balcanico ha come obiettivo l'adesione all'Unione europea.
Il 25 novembre 2005 sono incominciati i negoziati per gli Accordi di Stabilizzazione e Associazione con l'Unione Europea, primo passo formale verso l'integrazione. Dopo un primo accordo base del 4 dicembre 2007, la Bosnia ed Erzegovina e l'Unione europea hanno firmato gli accordi suddetti il 16 giugno 2008. Gli Accordi sono stati già debitamente ratificati sia dall'Unione europea sia da tutti gli Stati membri della UE, e sono in vigore dal 1º giugno 2015.
In precedenza era stato già firmato tra la Bosnia ed Erzegovina e l'Unione europea l'accordo di libero scambio. Tale accordo è già stato debitamente ratificato sia dall'Unione europea sia da tutti gli Stati membri della UE, ed è in vigore dal 1º luglio 2008.
La Bosnia ed Erzegovina ha presentato la propria domanda d'adesione all'Unione europea il 15 febbraio 2016.
Il Consiglio dell'Unione europea ha accettato la domanda di adesione il 20 settembre 2016.
Il 12 ottobre 2022 la Commissione europea ha raccomandato al Consiglio europeo di concedere lo status di "candidato all'adesione" alla Bosnia ed Erzegovina.
Il 15 dicembre 2022 il Consiglio europeo ha concesso al paese lo status di candidato.
A seguito delle raccomandazioni della Commissione europea dell'8 novembre 2023, il 14 dicembre 2023 il Consiglio europeo ha dichiarato che avvierà i negoziati d'adesione con la Bosnia ed Erzegovina una volta raggiunto il necessario livello di conformità con i criteri di adesione. Il 21 marzo 2024 il Consiglio europeo ha deciso di avviare i negoziati d'adesione con la Bosnia ed Erzegovina.

#### Ucraina
La mancata firma dell'Ucraina all'accordo di stabilizzazione e associazione nel 2013 ha portato a una lunga e violenta protesta popolare, nota come Euromaidan, che ha diviso ideologicamente il paese in filoeuropeisti, per lo più nella capitale e nella parte occidentale dell'Ucraina, e in filorussi. Possibili ulteriori progressi nel processo di allargamento verso l'Ucraina sono sospesi in attesa di una stabilizzazione politica del paese.
Il 28 febbraio 2022, nell'ambito della crisi russo-ucraina del 2021-2022, il presidente ucraino Volodymyr Zelens'kyj ha firmato la richiesta di adesione all'Unione europea inviandola alla presidenza di turno francese del Consiglio; il giorno successivo, il Parlamento europeo ha approvato una risoluzione che sollecita le competenti istituzioni a concedere all'Ucraina lo status di candidato all'ingresso nell'UE.
Il 17 giugno 2022 la Commissione europea ha espresso il suo parere favorevole alla concessione dello status di "candidato ufficiale".
Il 23 giugno 2022 il Consiglio europeo ha concesso all'Ucraina lo status di candidato per l'ingresso nell'Unione europea.
A seguito delle raccomandazioni della Commissione europea dell'8 novembre 2023, il 14 dicembre 2023 il Consiglio europeo ha deciso di avviare i negoziati d'adesione con l'Ucraina.

#### Moldavia
La Moldavia ha compiuto sforzi considerevoli su richiesta dell'Unione e per questo sono stati firmati vari accordi volti a favorire l'integrazione.
Il 29 novembre 2013, a Vilnius, la Moldavia ha firmato un accordo di associazione con l'Unione europea; successivamente, il 27 febbraio 2014, il Parlamento europeo ha approvato l'esenzione dei visti per i cittadini moldavi.
Il 3 marzo 2022 la Moldavia ha ufficialmente firmato la richiesta di adesione all'Unione europea.
Il 17 giugno 2022 la Commissione europea ha dato parere favorevole alla concessione dello status di "candidato ufficiale".
Il 23 giugno 2022 il Consiglio europeo ha concesso alla Moldavia lo status di candidato per l'ingresso nell'Unione europea.
A seguito delle raccomandazioni della Commissione europea dell'8 novembre 2023, il 14 dicembre 2023 il Consiglio europeo ha deciso di avviare i negoziati d'adesione con la Moldavia.

#### Georgia
La Georgia ha affermato in varie occasioni il suo intento a voler entrare a far parte dell'Unione europea. Questo sarà possibile nel medio periodo, solo se si affermerà, in questo paese, un sistema democraticamente più forte.
Il 15 luglio 2010 l'UE e la Georgia avviano i negoziati per l'associazione.
Il 22 luglio 2013 la Georgia ha firmato un accordo di libero scambio con l'Unione europea.
Il 29 novembre 2013 la Georgia, a Vilnius, ha firmato un accordo di associazione con l'Unione europea.
Il 3 marzo 2022 il primo ministro Irak'li Gharibashvili ha firmato la domanda di adesione all'Unione europea che è stata inviata alla Presidenza del Consiglio dell'Unione europea.
Il 17 giugno 2022 la Commissione europea non ha dato parere favorevole alla concessione dello status di "candidato ufficiale", raccomandando alla Georgia di proseguire nelle riforme necessarie per rafforzare la sua economia di mercato.
Il 14 dicembre 2023 il Consiglio europeo ha concesso alla Georgia lo status di candidato all'adesione, raccomandando però che siano adottate le misure indicate dalla Commissione l'8 novembre 2023.
Dopo le contestate elezioni parlamentari di ottobre 2024, si sono scatenate forti proteste nel paese, con i manifestanti che hanno accusato il partito al governo Sogno Georgiano di aver rubato le elezioni. Il 28 novembre il primo ministro Irak'li K'obakhidze ha annunciato la sospensione dei negoziati di adesione all'Unione europea fino al 2028, accusando l'UE di aver fatto leva sulle proteste per esercitare pressioni sul Governo.

### Potenziali candidati

#### Kosovo
Anche il Kosovo ha intenzione di chiedere l'ingresso nell'Unione europea. In data 27 ottobre 2015 l'Unione europea e il Kosovo hanno firmato gli Accordi di Stabilizzazione e Associazione. Si prevede anche l'allargamento al Kosovo della zona di libero scambio con gli Stati membri della UE. Gli Accordi dovrebbero entrare in vigore al massimo entro sei mesi, o comunque non oltre il mese di giugno del 2016, dopo che anche il Parlamento europeo avrà eseguito la ratifica degli Accordi.
Il Kosovo inoltre già utilizza l'euro come moneta, pur avendola adottata in modo autonomo e non concordato con l'Unione europea. Un ostacolo che ancora rimane per l'ingresso del Kosovo nell'Unione europea è il mancato riconoscimento internazionale, soprattutto da parte di 5 Stati membri della UE (Cipro, Grecia, Romania, Slovacchia, Spagna).
Il 20 aprile 2013 il Kosovo ha siglato un accordo con la Serbia in cui, al punto n. 14, si è stabilito che nessuna delle due parti bloccherà o incoraggerà altri a bloccare il processo del lato opposto, nei rispettivi percorsi europei.
Il 15 dicembre 2022 il primo ministro kosovaro Albin Kurti ha presentato la domanda di adesione all'Unione europea a Praga, al governo ceco che detiene la presidenza di turno dell'Unione.

## Future possibilità di allargamento

### Associazione europea di libero scambio (AELS)

#### Islanda
Il 23 luglio 2009 l'Islanda presentò formalmente la domanda di adesione all'Unione europea dopo che il governo islandese ebbe ricevuto l'autorizzazione da parte del parlamento. La Commissione europea si espresse favorevolmente all'inizio dei negoziati d'adesione il 24 febbraio 2010 e il 17 giugno 2010 il Consiglio europeo accolse la proposta. Il 27 luglio dello stesso anno cominciarono i negoziati di adesione. Nel gennaio del 2013 l'Islanda sospese il negoziato in vista delle imminenti elezioni politiche. La vittoria dei partiti euroscettici portò nel marzo 2015 al completo ritiro della domanda di adesione creando così un precedente unico nella storia dell'Unione europea.

#### Norvegia
Paese restio all'ingresso nell'Unione europea per non perdere il controllo delle risorse nel campo della pesca e delle estrazioni petrolifere nelle proprie acque territoriali. La Norvegia ha fatto domanda di adesione alla CEE e all'Unione europea in tre occasioni: in due di queste (1972 e 1994) fu respinta da referendum, sebbene con un lieve margine. Al primo referendum, tenutosi il 24 e 25 settembre 1972, il 53,5% dei votanti fu contrario all'adesione all'UE. Nel secondo referendum, tenutosi il 28 novembre 1994, la maggioranza scese al 52,2% dei votanti. In alcune zone, come Oslo, la maggioranza dei cittadini ha votato a favore dell'adesione all'UE.

#### Svizzera
La Svizzera ha depositato una domanda d'adesione all'Unione europea il 20 maggio 1992. Essa è stata congelata in seguito al rifiuto, in votazione popolare, dell'entrata nello Spazio economico europeo (il 6 dicembre 1992). Formalmente, la domanda d'adesione all'UE è stata ritirata solamente nel 2016. Il governo federale svizzero si è limitato a firmare accordi specifici con l'Unione europea, in particolare sulle materie della libera circolazione delle persone e del lavoro.

### Ex Unione Sovietica
La nascita nel 2005 dell'Unione doganale eurasiatica, voluta dalla Russia su ispirazione del modello europeo, ha rallentato l'allargamento dell'Unione europea verso gli Stati post-sovietici, dato che questi ultimi hanno ora una scelta su quale unione aderire per espandere i propri confini commerciali: da un lato si ritrovano un nuovo modello basato su principi più democratici rispetto alla vecchia unione socialista, dall'altro si ritrovano una possibilità di riallacciare rapporti storici facilitati da legami linguistici e infrastrutturali. Le due unioni sono incompatibili ed esclusive.
Nel 2014 il Parlamento europeo ha approvato una risoluzione in cui si afferma che conformemente all'articolo 49 del trattato sull'Unione europea, la Georgia, la Moldavia e l'Ucraina, nonché qualsiasi altro paese europeo, hanno una prospettiva europea e possono presentare domanda di adesione all'UE in conformità con principi di democrazia, rispetto delle libertà fondamentali e dei diritti umani, diritti delle minoranze e garanzia dello stato di diritto. Attualmente, solo le tre repubbliche baltiche sono riuscite nell'ingresso nell'UE.

#### Armenia
L'Armenia, inizialmente interessata a firmare un accordo di associazione con l'Unione europea, ha improvvisamente interrotto il cammino di avvicinamento all'Unione europea il 4 settembre 2013, con la decisione di far parte dell'Unione doganale eurasiatica guidata dalla Russia.
Nel 2024 il processo di adesione del Paese all'Unione europea è diventato un tema centrale della politica armena; nel 2025 è stata adottata una legge per avviare il cammino verso l'adesione all'UE.

#### Azerbaigian
L'Azerbaigian ha cominciato gradualmente ad allentare i rapporti con la Russia dopo lo scioglimento dell'Unione Sovietica e avvicinarsi ai paesi europei. Sebbene sia quasi totalmente situato fuori dai confini convenzionali del continente europeo, viene considerato un paese europeo in ragione di considerazioni storiche e culturali. Nel 2001 l'Azerbaigian entra a far parte del consiglio d'Europa. Col miglioramento delle relazioni con l'Unione europea, l'Azerbaigian ha ottenuto una trattativa per firmare un accordo di stabilizzazione e associazione nel novembre 2013.  Nell'ambito della politica europea di vicinato l'Azerbaigian fa parte del Partenariato orientale. Nel febbraio 2017, l'UE e l'Azerbaigian hanno avviato i negoziati su un nuovo accordo quadro volto a rafforzare reciprocamente il dialogo politico, il commercio e la cooperazione.

### Microstati europei
L'esistenza dei "microstati" europei come nazioni sovrane è strettamente legata alle loro speciali legislazioni economiche, le quali sono spesso incompatibili con le leggi dell'Unione europea. In virtù di accordi precedenti, che legavano la circolazione monetaria di questi "microstati" alla valuta nazionale del Paese col quale mantengono delle relazioni privilegiate, hanno cambiato o mantenuto la valuta a seconda delle decisioni prese da tale Paese: Andorra, Monaco, San Marino e Città del Vaticano hanno adottato l'euro, mentre il Liechtenstein ha mantenuto il franco svizzero.

#### Andorra
Andorra è il più grande dei microstati europei, ma non ha compiuto nessun passo verso l'adesione. Dal 2014 è stato concesso allo stato la coniazione di monete euro andorrane. Lo stato non aderisce all'area Schengen.

#### Monaco
Il Principato di Monaco, assieme alla Città del Vaticano, è l'ultima monarchia rimasta in Europa che concentra il potere esecutivo attorno al suo sovrano. Utilizza l'euro e fa parte dell'area Schengen, in più partecipa a diversi trattati in stretta collaborazione con la Francia.

#### Liechtenstein
Il Liechtenstein fa parte, come l'Islanda e la Norvegia, dello Spazio economico europeo. Lo stato è legato alla Svizzera dal punto di vista doganale e valutario, e adotta il franco svizzero come valuta corrente.

#### San Marino
Nel piccolo stato si è tenuto un referendum sull'adesione all'Unione Europea il 20 ottobre 2013; anche se ha prevalso una leggera percentuale di voti a favore, il quorum non è stato raggiunto e la proposta referendaria è stata bocciata. La repubblica adotta l'euro in base ad accordi bilaterali con la banca centrale e non ha controlli doganali ai confini con l'Italia pur non essendo firmataria degli accordi di Schengen.

#### Città del Vaticano
Lo stato della Città del Vaticano non ha mai manifestato l'intenzione di aderire all'Unione europea. Adotta l'euro in base ad accordi bilaterali con la banca centrale e non ha controlli doganali ai confini con l'Italia pur non essendo firmatario degli accordi di Schengen.

### Stati extraeuropei
Allo stato attuale i criteri di Copenaghen impediscono a uno Stato non europeo di aderire all'Unione europea; a tale regola è stata data evidentemente una interpretazione storico-culturale e non puramente geografica, nella concessione dell'adesione di Cipro, stato che appartiene geograficamente all'Asia ed è entrato nell'Unione europea nel 2004.

#### Tunisia
Questo Stato del Maghreb mantiene un patto di associazione con l'Unione europea dal 1995, per eliminare le barriere doganali, e per la libera circolazione delle merci e delle persone. Una volta che la zona di libero commercio sarà completamente funzionale, la situazione della Tunisia nei confronti dell'Unione europea diventerà simile a quella della Norvegia e dell'Islanda. Non sarà però possibile che la Tunisia diventi membro dell'UE, in quanto non è uno stato europeo.

#### Marocco
Parte del Maghreb, il Marocco ha espresso più volte il suo desiderio di incorporazione nell'Unione europea, desiderio che è stato respinto in quanto non è un paese europeo. Oltre a questo ostacolo, vi sarebbero altri fattori, come un'economia in sviluppo o i suoi problemi con il Sahara Occidentale (il cui territorio è amministrato dal Marocco e rivendicato dal Fronte Polisario), che rendono difficile la sua candidatura.
Nell'ottobre 2008, tuttavia, il Marocco è stato il primo paese del Mediterraneo a ottenere uno statuto di partenariato speciale con l'Unione europea (“advanced status”), in seguito alle riforme intraprese a livello politico, sociale ed economico. Tale statuto include l'istituzione di una conferenza UE-Marocco e la partecipazione diretta del Marocco in una serie di consigli ministeriali UE e di meeting di lavoro.

#### Israele
L'ingresso di Israele nell'Unione europea è da anni al centro di una campagna portata avanti dal Partito Radicale Transnazionale di Marco Pannella ed Emma Bonino. I vari governi israeliani che si sono susseguiti, pur non escludendo a priori la possibilità, non hanno mai manifestato alcun interesse concreto.

#### Capo Verde
Esiste un movimento d'opinione (diffuso principalmente in Portogallo) che propone l'ingresso dello stato africano nell'Unione europea. Capo Verde viene infatti visto, da un punto di vista etnico e culturale, come un "ponte" tra l'Africa, l'Europa e l'America Latina. Inoltre l'arcipelago fu fino al 1975 una colonia portoghese e costituisce, assieme alle Canarie, alle Azzorre e ad altre isole, la Macaronesia.

## Cartografia dell'allargamento dell'Unione europea

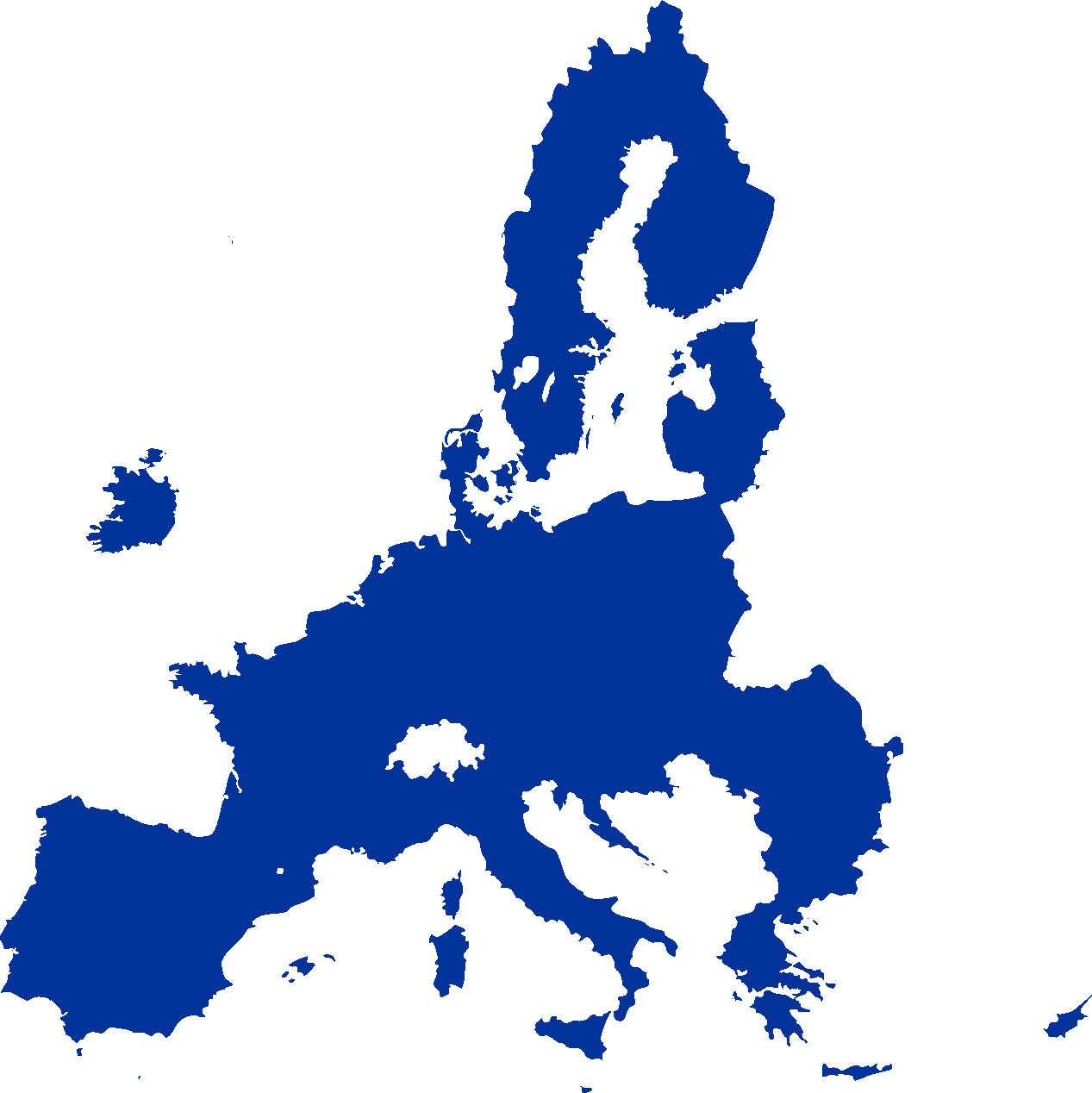
L'Unione europea come singola entità (Confini)
Animazione sull'allargamento dell'Unione europea
Paesi membri     Paesi candidati     Paesi potenziali candidati     Adesione rifiutata tramite referendum     Adesione congelata dopo un referendum fallito     Adesione rifiutata dal Consiglio dell'UE